# Son Sung-rack
Son Sung-rack (* 6. März 1991) ist ein südkoreanischer Biathlet.
Son Sung-rack gehört zu einer Generation südkoreanischer Biathleten, die vor allem in Hinblick auf die heimischen Olympischen Winterspiele 2018 gefördert werden. Seine ersten internationalen Einsätze hatte er neben den ebenfalls in der für die Olympischen Spiele eingeplanten ChoiChun-ki und Park Hyo-peom sowie den schon Weltmeisterschaftserfahreneren Lee Su-young und Jun Je-uk bei den Sommerbiathlon-Weltmeisterschaften 2014 in Tjumen. Sowohl im Sprint wie auch im darauf basierenden Verfolgungsrennen belegte er die 36. Ränge. Erreichte er mit drei Fehlern bei 46 Startern ein für einen Südkoreaner recht gutes Ergebnis und war nach Jun zweitbester Koreaner, war der 36. Rang von 41 Startern im Verfolger bei neun Fehlern weniger gut gelungen und auch Lee war nun besser platziert.